# Borrasca Filomena
Filomena fue una borrasca profunda europea nombrada por la Agencia Estatal de Meteorología (AEMET) española y la sexta borrasca nombrada por el Grupo Suroeste europeo perteneciente a la temporada 2020-21 de borrascas profundas europeas, que afectó principalmente a España entre el 6 y el 11 de enero de 2021.
Filomena se presentó como un frente cálido en el centro del Atlántico norte, pero desplazándose hacia el este, en dirección a la península ibérica y Baleares. La AEMET emitió el 5 de enero de 2021 un aviso por temporal de viento, mar y lluvias en Canarias, Ceuta y sur de Andalucía así como de nevadas copiosas en amplias zonas del interior peninsular, incluso en cotas relativamente bajas. Estas nevadas estarían causadas por la interacción del aire cálido y húmedo del frente con una masa de aire mucho más fría presente en la península ibérica.
La AEMET emitió avisos rojos en varias provincias del interior peninsular: Madrid, Guadalajara, Toledo, Cuenca, Albacete, Teruel y Zaragoza, así como el interior de la Comunidad Valenciana y Cataluña. Los avisos naranjas por fuertes lluvias se activaron en las provincias de Almería, Cádiz y Málaga.

## Desarrollo

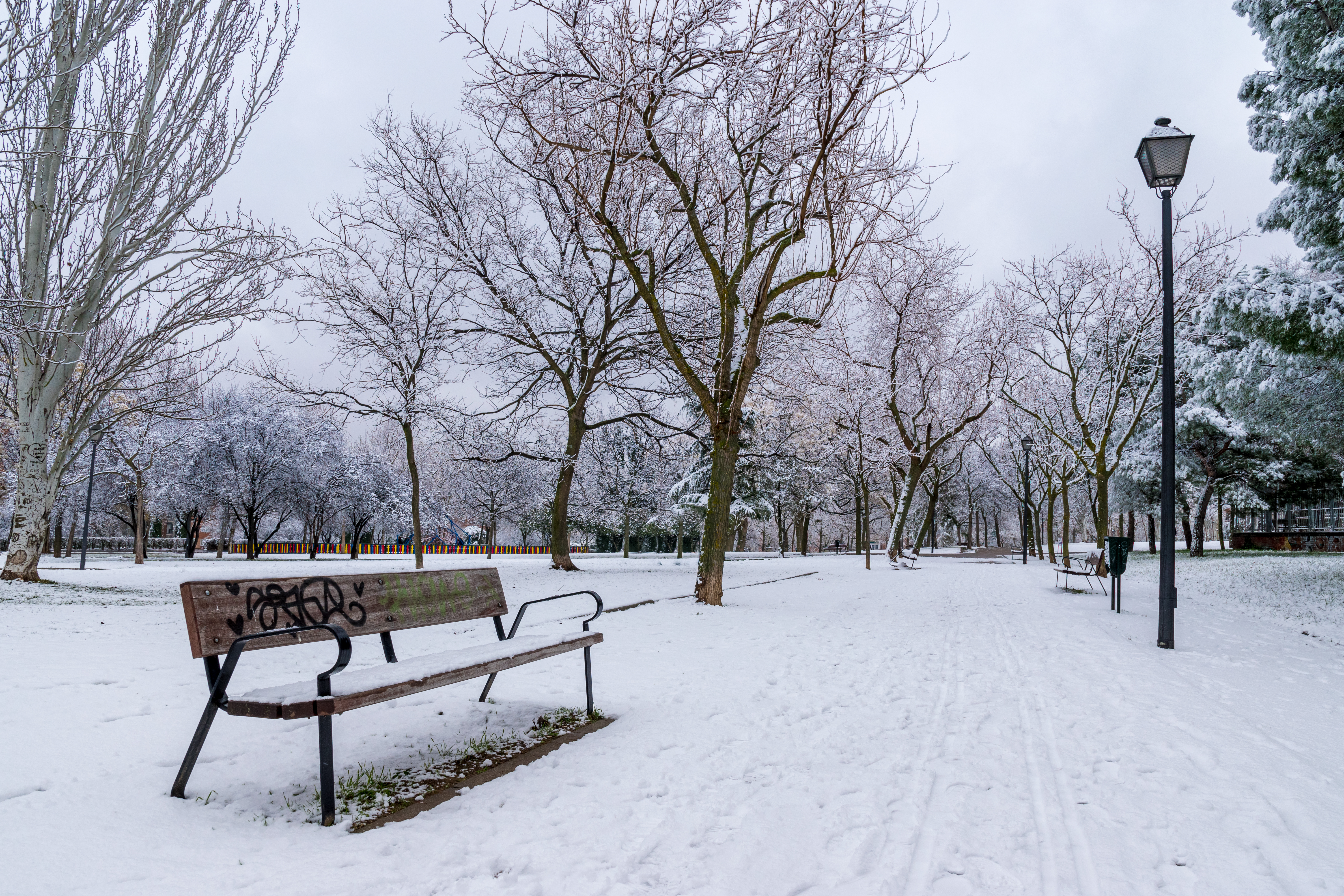
Nevada durante las primeras horas en el Parque de las Cruces de Madrid

Comenzó como un sistema que posteriormente se dividió en dos y afectó a España y, en menor medida, a Portugal del 6 al 11 de enero. 
La borrasca entró a España por las islas Canarias, donde dejó sentir el impacto más fuerte del viento, con rachas de más de 130 km/h en zonas altas de Tenerife. La lluvia dejó acumulados de 31 litros por metros cuadrado en el municipio de Candelaria, 29 en San Juan de la Rambla, o 22 en Puerto de la Cruz. Además, tiñó de blanco la montaña del Teide y el Roque de los Muchachos en La Palma. 
Cerca de las costas de la península ibérica, se produjeron ráfagas de viento de hasta 80 km/h, así como de 2,5 a 5,1 cm de lluvia, con grandes inundaciones en la provincia de Málaga. En áreas del interior peninsular y en elevaciones altas, se produjeron nevadas de hasta 60 cm, sepultando las ciudades de Madrid, Toledo, Albacete, Cuenca, Guadalajara, Teruel, Soria y Zaragoza. Según la AEMET, Filomena fue la mayor tormenta de nieve en España desde 1971. En las montañas, rachas de viento de hasta 121 km/h acompañaron los grandes totales de nieve. Debido a la cantidad de nieve sin precedentes, algunos automovilistas desprevenidos quedaron atrapados en las carreteras durante horas, se suspendieron los servicios de transporte público en superficie y se produjeron multitud de daños materiales con hundimientos de estructuras, rotura de ramas y caídas de árboles.
La borrasca dejó sin suministro eléctrico a multitud de pueblos de las comunidades de Madrid, Castilla-La Mancha y Cataluña. En Villamuelas (Toledo), algunos vecinos sin luz, agua caliente y calefacción tras tres días, comenzaron a utilizar sus propios coches para calentarse.
Se reportaron siete muertes; dos en Málaga por las inundaciones, cinco sintecho que murieron por hipotermia (dos en Barcelona y uno respectivamente en Madrid, Calatayud y Cádiz).
A partir del 11 de enero, el sistema se debilitó abandonando España por el noreste peninsular. Sin embargo, ya pasada la borrasca, se sucedió una ola de frío con registros de hasta -15 °C en áreas del interior peninsular, con el consiguiente riesgo por la formación de placas de hielo, la incomunicación y la falta de suministro en multitud de pueblos y ciudades.

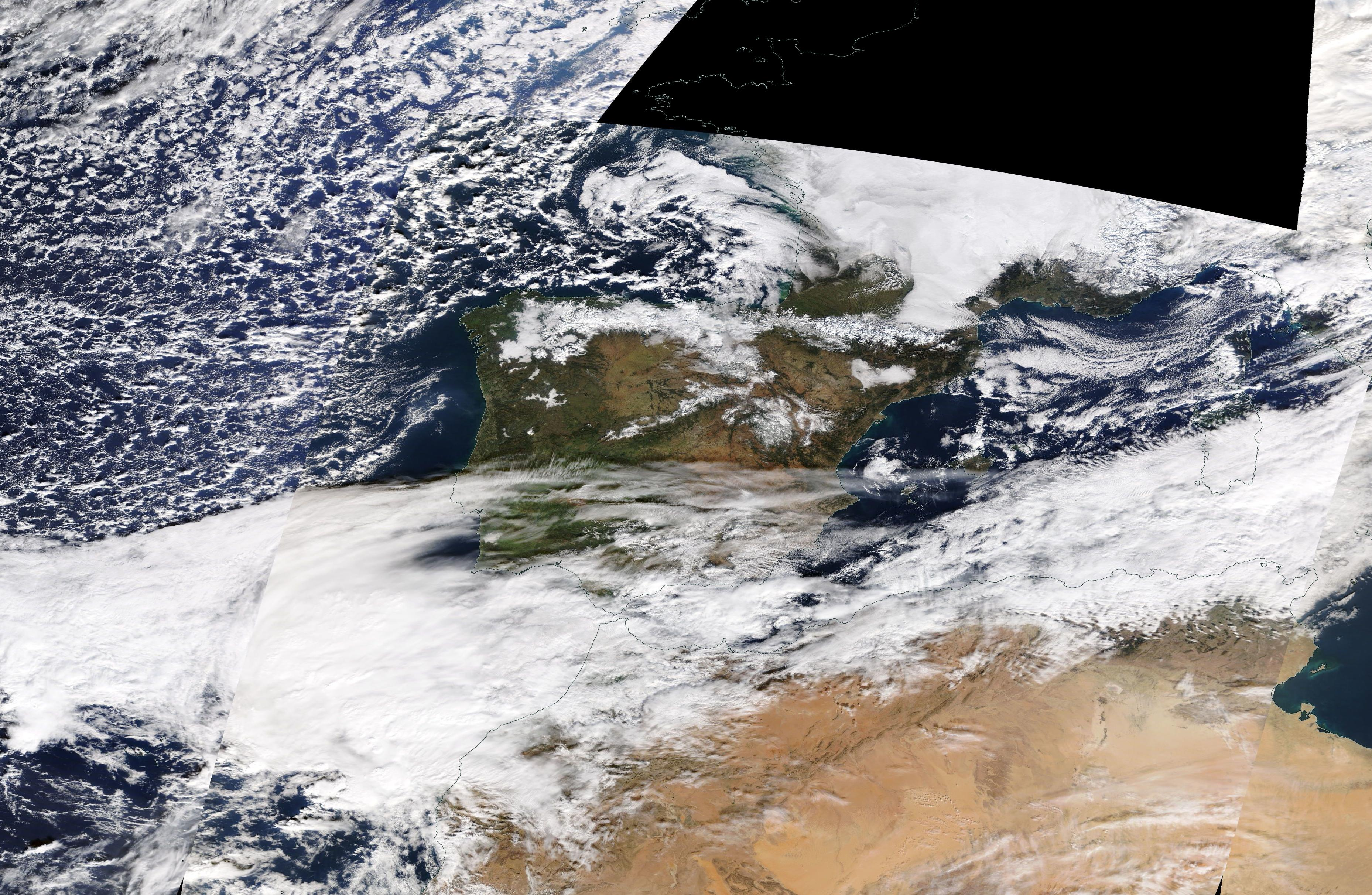
6 de enero
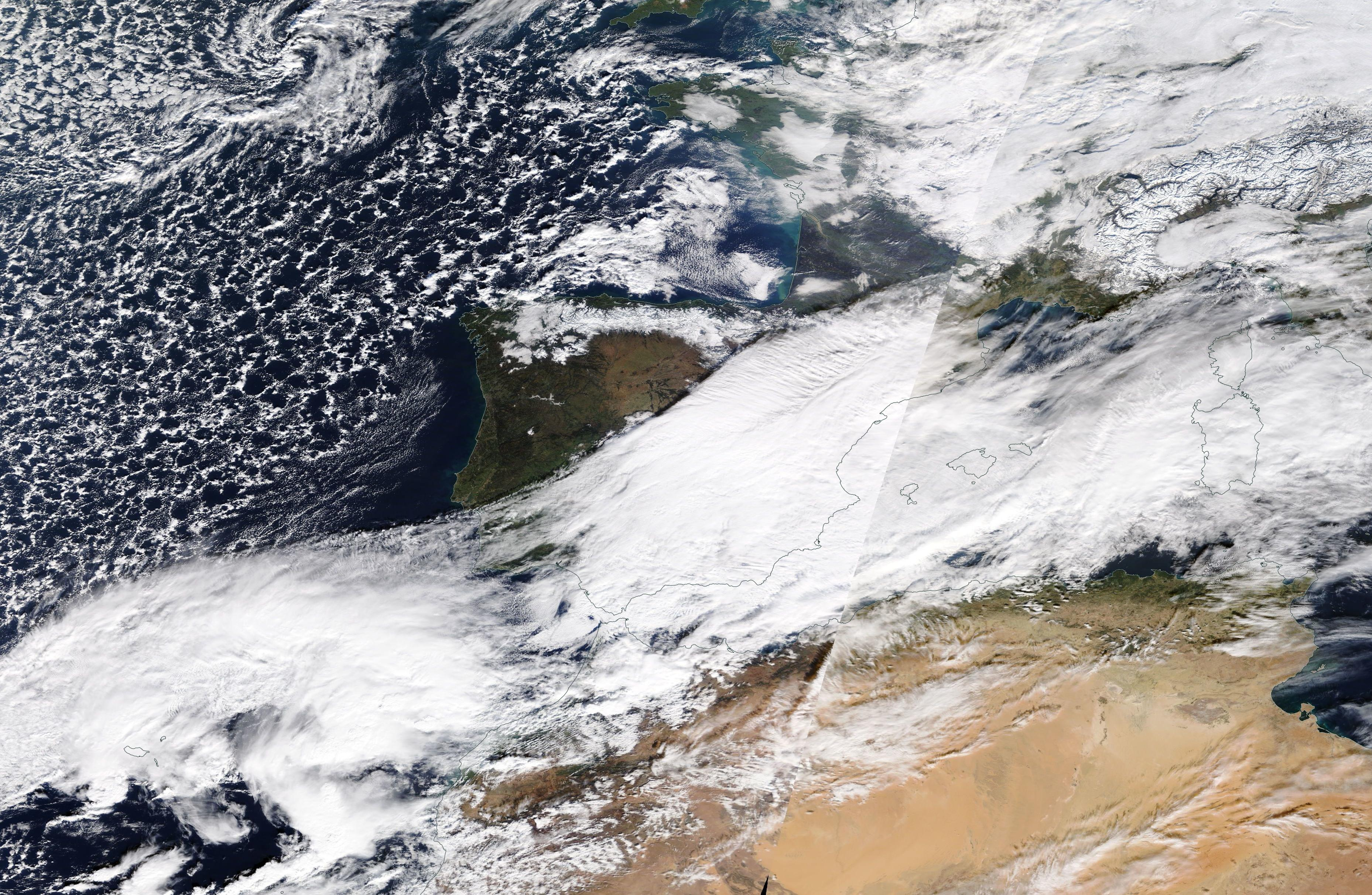
7 de enero
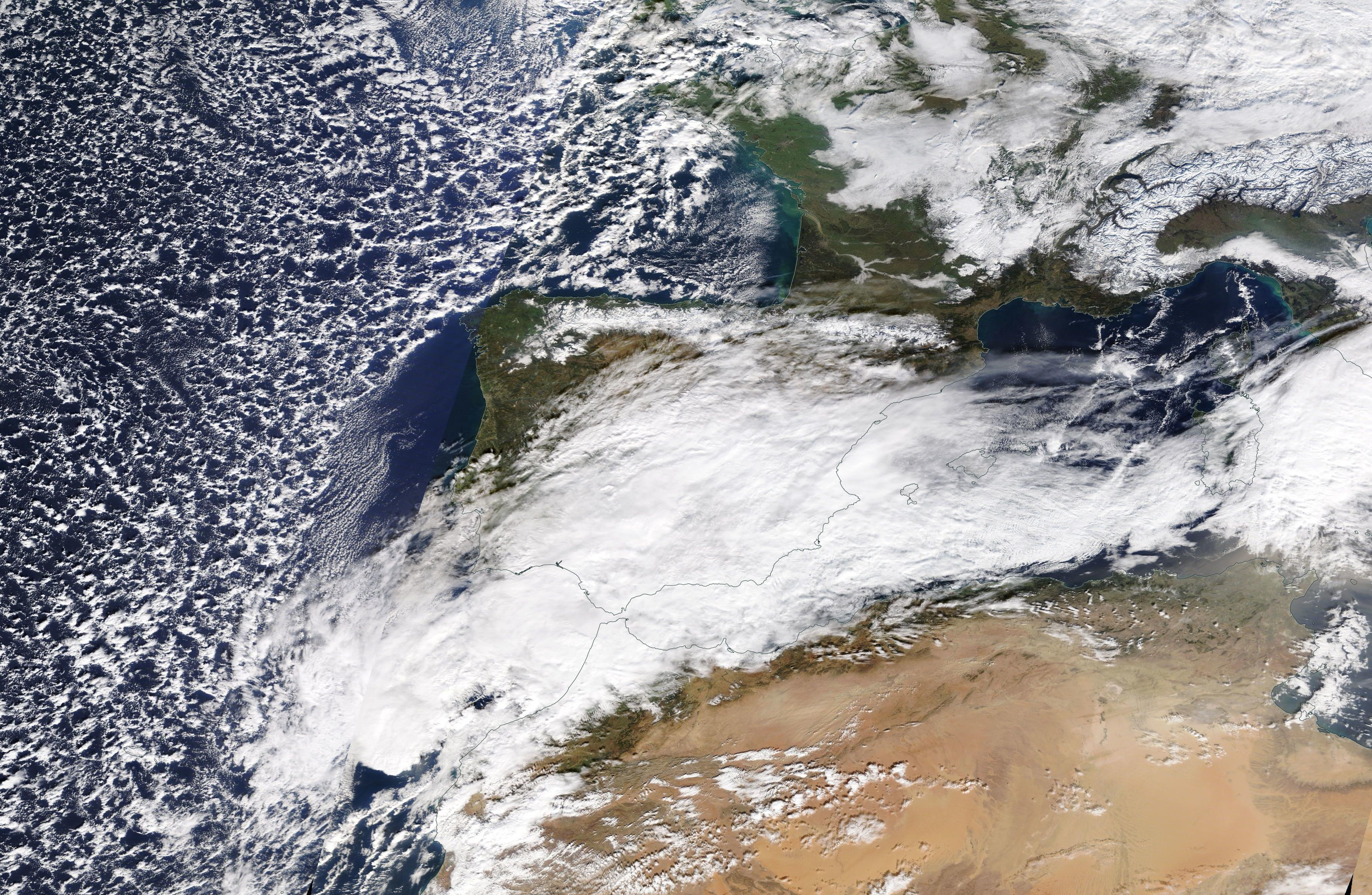
8 de enero
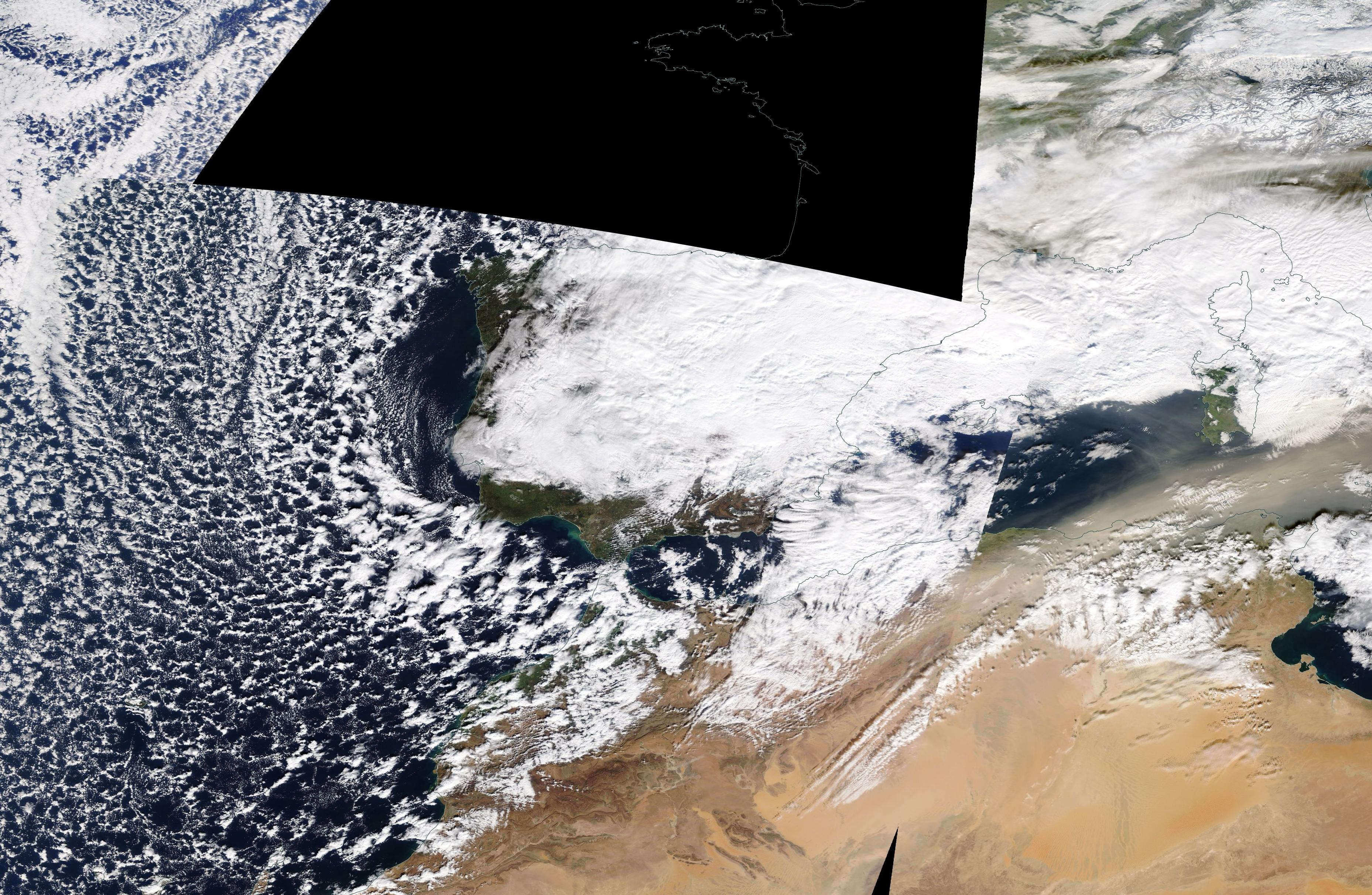
9 de enero
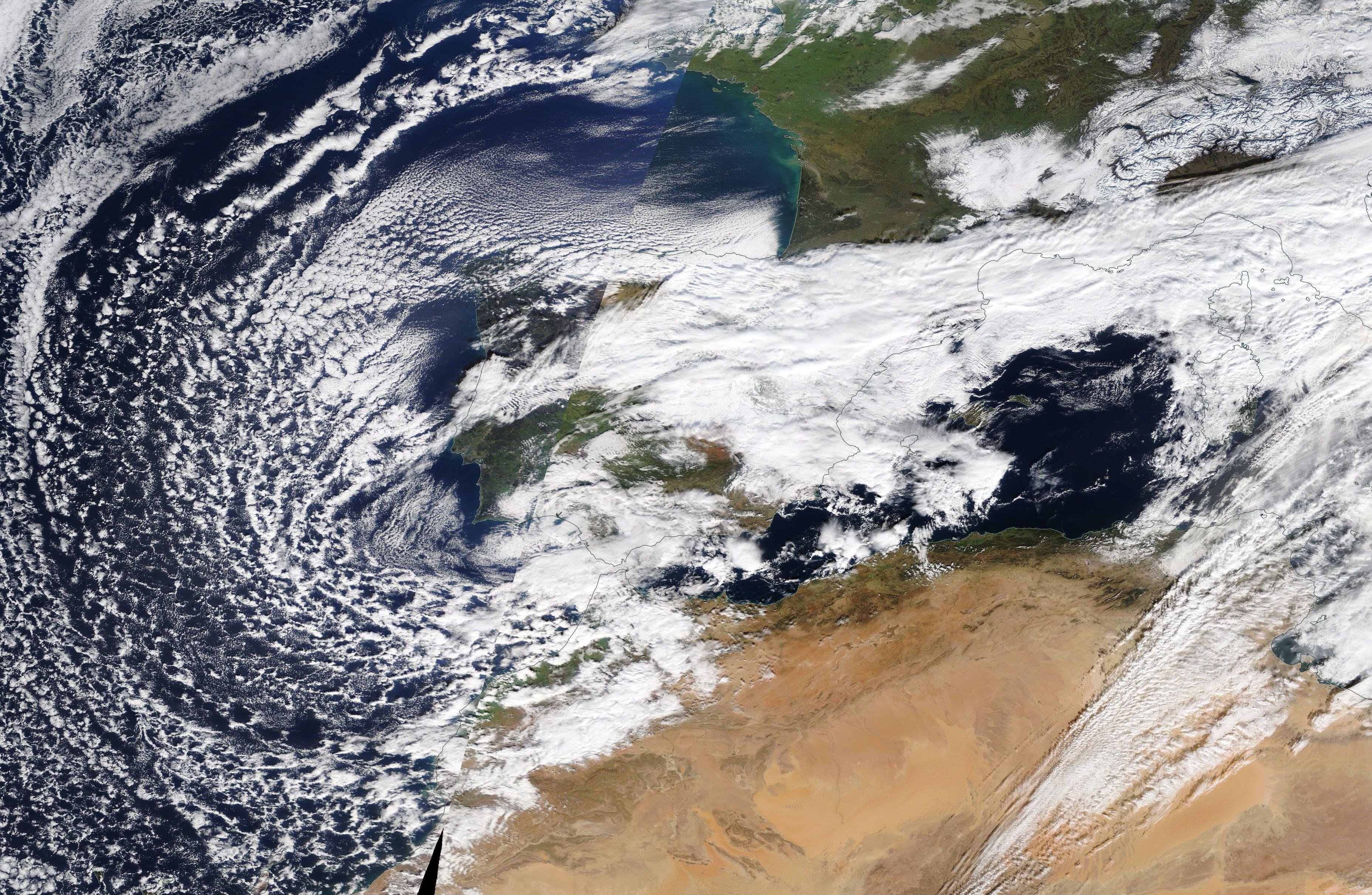
10 de enero
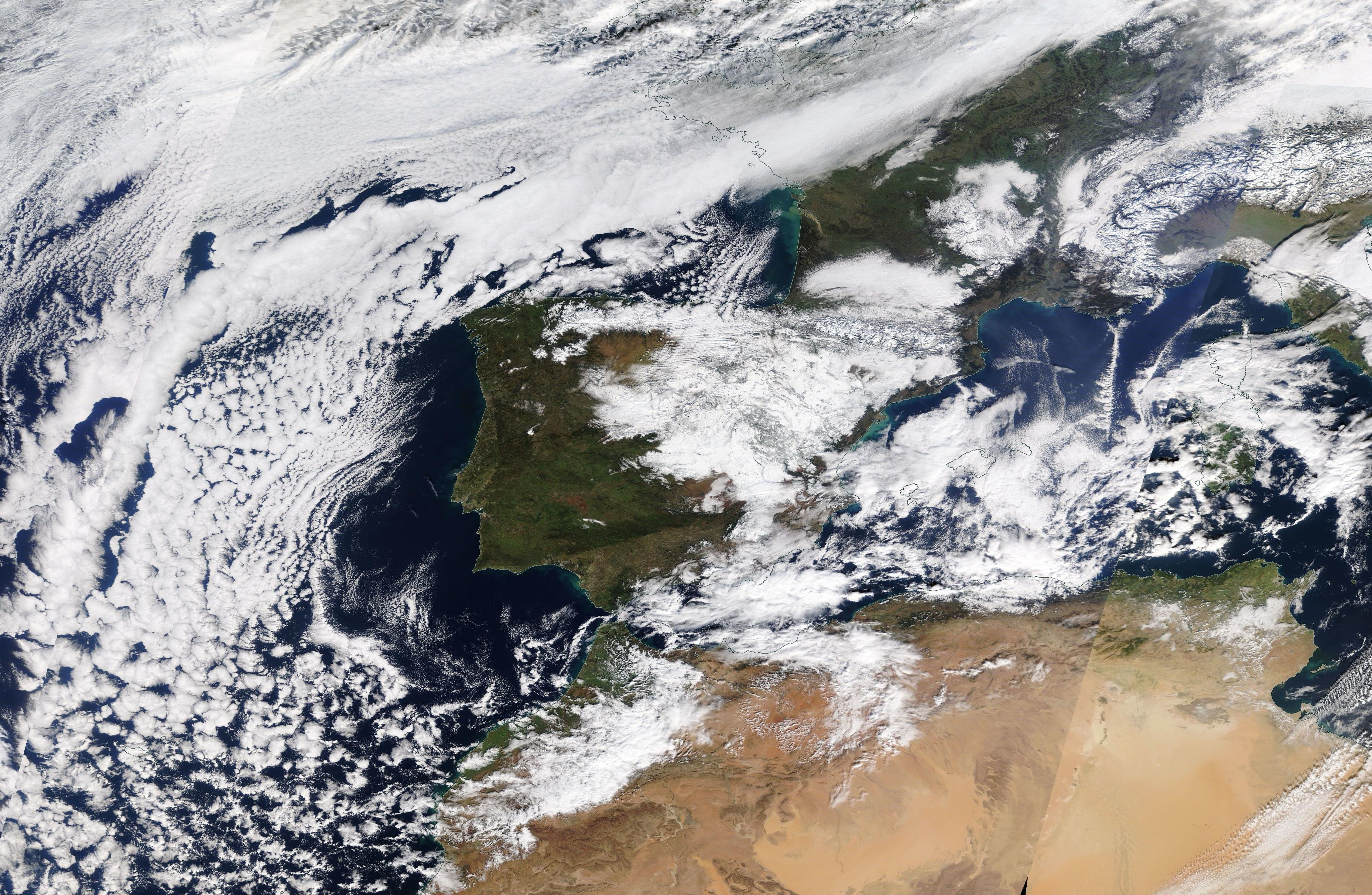
11 de enero

## Regiones afectadas

### Madrid

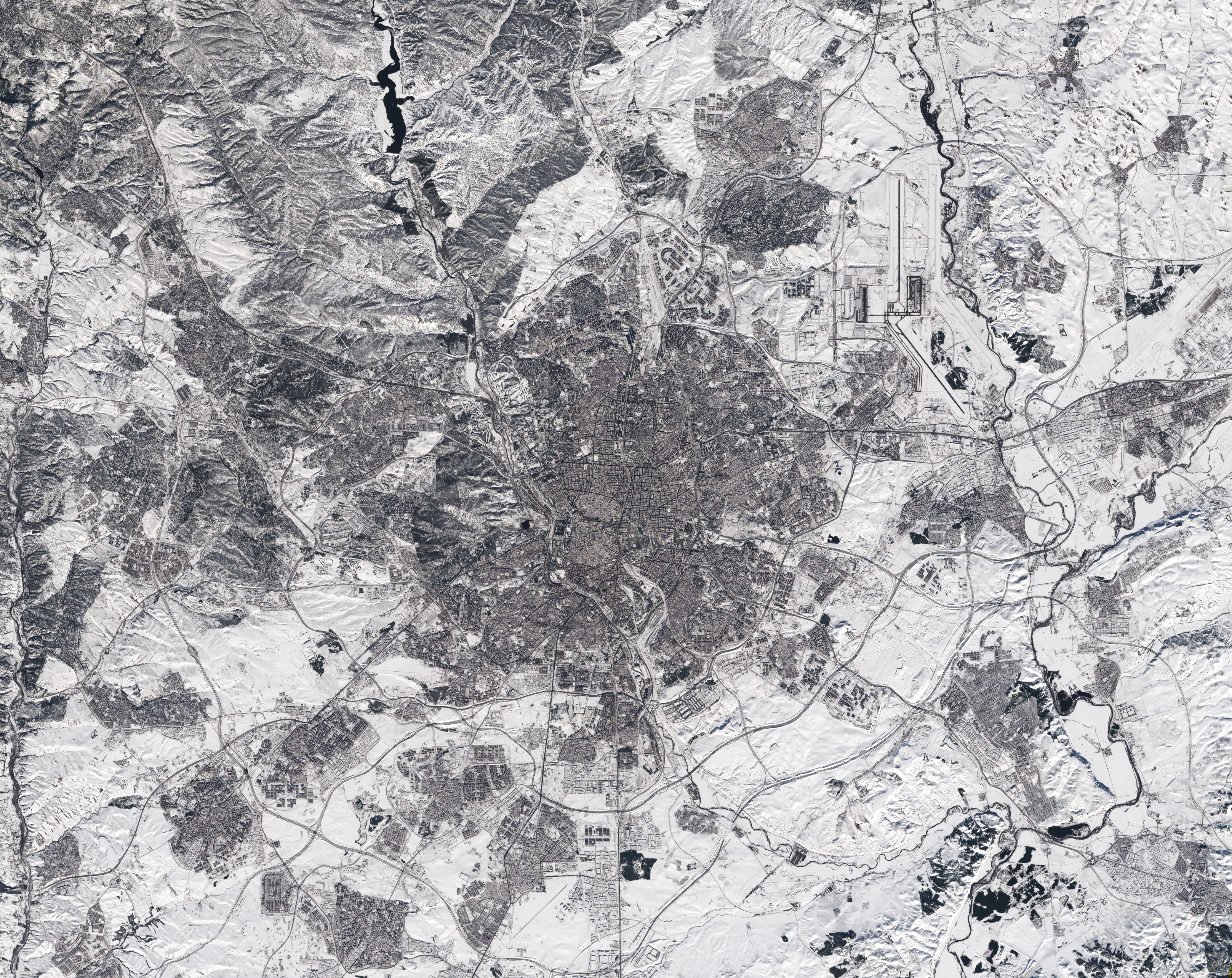
La ciudad de Madrid vista desde satélite el 12 de enero, cubierta por la nieve

Dos semanas antes, el servicio estatal de meteorología pronosticaba para los días jueves 7 y viernes 8: «precipitaciones, en general débiles, que serán en forma de nieve a cualquier cota, esperándose acumulaciones significativas en toda la Comunidad». No obstante, días antes varios expertos y medios comenzaron a hablar de una de las nevadas más potentes de las últimas décadas.
Ante esto, las autoridades locales comenzaron los preparativos para evitar incidencias en la ciudad. El día miércoles 6, el Ayuntamiento de Madrid tenía activados los planes de contingencias por nevadas; además, de haber esparcido 350 000 kilos de sal y 75 000 litros de salmuera. El propio alcalde de la capital española, José Luis Martínez-Almeida explicó que la ciudad estaba preparada para resistir hasta 20 centímetros de nieve.
A pesar de las previsiones, durante el viernes 8 de enero, las nevadas producidas por la borrasca comenzaron a superar todas las estimaciones en todas las comunidades afectadas, incluyendo la capital. A finales de la tarde del mismo día, la Comunidad de Madrid y los servicios de emergencia SUMMA 112 informaron que cerca de 1500 vehículos habían quedado parados en las carreteras y autovías de la comunidad. La nevada dificultó el rescate y la mayoría tuvo que pasar la noche encerrados en sus vehículos, pudiendo permanecer atrapados hasta 18 horas. En la noche del viernes, se suspendieron los servicios del aeropuerto Adolfo Suárez Madrid-Barajas, trenes de mercancías y cercanías y autobuses de la EMT.

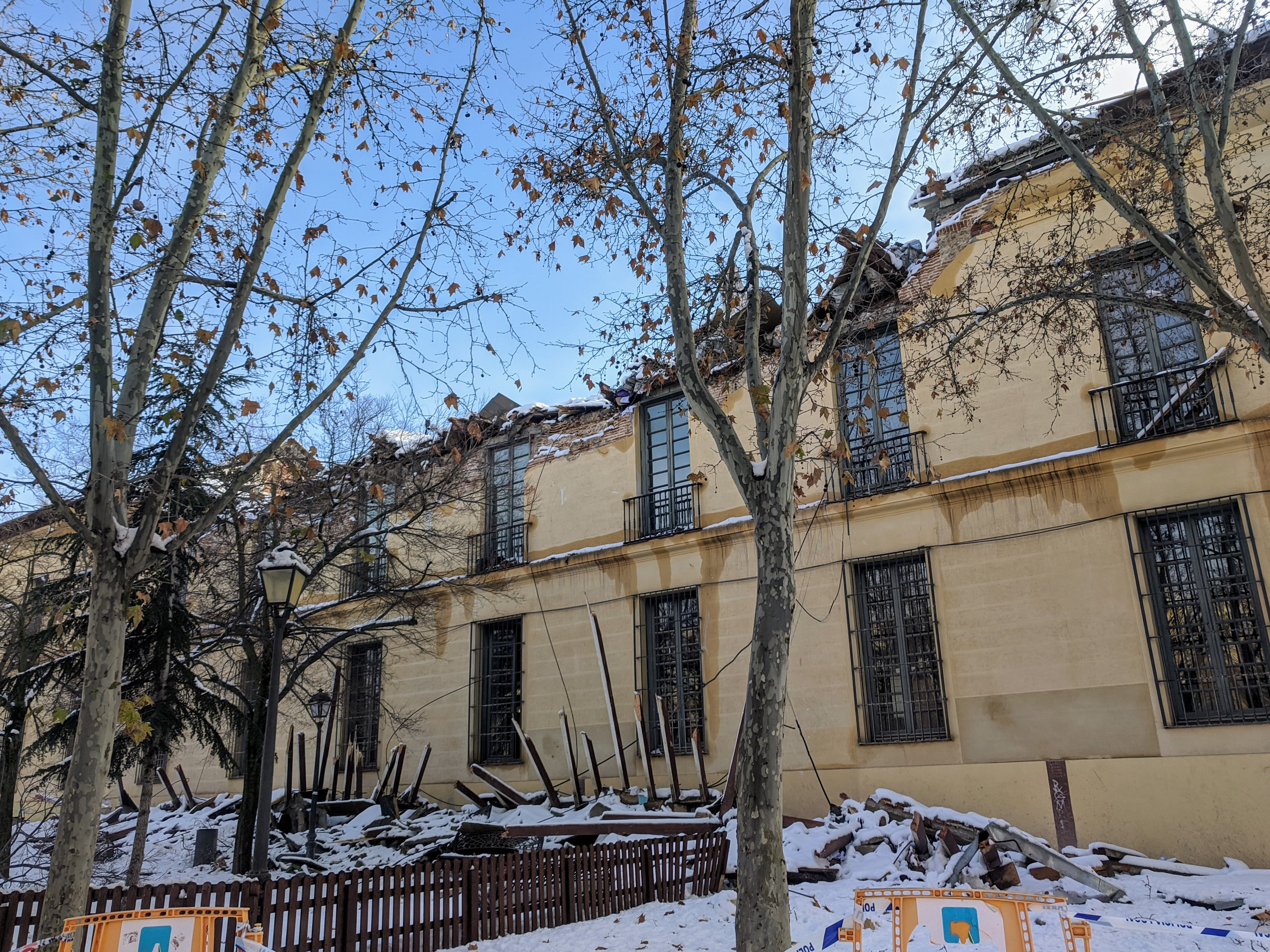
En Aranjuez, la nevada provocó el derrumbe de la cubierta de las Cocheras de la Reina Madre

Las previsiones empeoraron hora tras hora y la nevada continuó toda la noche. El día sábado Madrid amaneció completamente paralizada. Los peatones caminaban por las calles ante la imposibilidad de movilizar vehículos particulares. Durante el día miles de personas salieron a disfrutar de la inusual estampa de la capital española. Las redes sociales difundieron imágenes de personas haciendo esquí, snowboard, paseando en trineo de perros, protagonizando batallas de bolas de nieve o construyendo iglús en el centro de la ciudad. Por otra parte, los principales hospitales denunciaron la imposibilidad de la entrada y salida de sus trabajadores, muchos de los cuales se vieron obligados a doblar turnos para cubrir a los sanitarios que no podían llegar a los centros de salud. Los servicios de emergencia abrieron los accesos a los distintos hospitales de Madrid, mientras efectivos del ejército de tierra transportaron durante el sábado y domingo a 66 pacientes de diálisis a distintos hospitales de la región. En Aranjuez, con motivo de la nevada, se derrumbó parte de la cubierta de las Cocheras de la Reina Madre (Centro Cultural Isabel de Farnesio).
La nevada afectó especialmente a los 1,7 millones de árboles de la ciudad. Según las estimaciones iniciales, 749 000 ejemplares sufrieron daños, en su mayoría en la Casa de Campo, donde 550 000 de un total de 850 000 presentaron alguna clase de deficiencia. En el parque del Retiro la cifra fue de 11 000 árboles quebrados de un total de 17 000, provocando en ambas ocasiones el mayor desastre floral a causa de un fenómeno meteorológico de su historia reciente. A consecuencia de ello, ambos sitios permanecieron cerrados por más de dos meses.
El sábado, la Comunidad de Madrid anunció la suspensión de actividades educativas en todos sus niveles hasta el miércoles 13; no obstante, la medida se extendió finalmente hasta el lunes 18 para dar tiempo a las labores de mantenimiento. El 14 de enero José Luis Martínez-Almeida anunció que los perjuicios económicos en la capital ascendían, según cálculos provisionales, a 1398 millones de euros, de los que 400 se correspondían con daños en infraestructuras municipales. Ese mismo día se aprobó, en la Junta de Gobierno Municipal, solicitar al Gobierno central la declaración de la capital como Zona Afectada Gravemente por una Emergencia de Protección Civil (conocida como zona catastrófica hasta el año 2015). La ciudad de Madrid se convirtió así en el primer territorio en solicitar formalmente esta medida tras el anuncio hecho en el mismo sentido por otros dirigentes políticos como la presidencia de la Comunidad de Madrid, Isabel Díaz Ayuso, o el presidente de Castilla-La Mancha, Emiliano García Page. Finalmente, el 19 de enero, el Consejo de Ministros aprobó dicha declaración incluyendo en ella a las comunidades autónomas de Madrid (ésta con carácter restringido al no incluir fachadas y otras afecciones, que debieron pagar las comunidades de vecinos), Andalucía, Castilla y León, Castilla-La Mancha, Asturias, La Rioja, Aragón y Navarra. En la mayoría de casos sin que hubiera mediado solicitud previa por parte de las regiones. Con ello se pretende que cualquier damnificado acceda directamente y de forma rápida a las ayudas procedentes del Fondo de Compensación de Seguros, aun cuando no tenga contratado un seguro privado.

### Guadalajara
La capital alcarreña sufrió también una nevada histórica de la que no se tenía registros similares desde el año 1904 pues la nevada caída el 9 de enero de 2009 fue de 15 cm. La situación en las calles provocó que el alcalde Alberto Rojo pidiese la intervención de la Unidad Militar de Emergencias ante la imposibilidad de acceso de las máquinas quitanieves en muchas zonas donde se llegaron a acumular unos 36-40 cm. Toda Guadalajara quedó sumida en el caos más profundo con calles cortadas, autobuses urbanos cancelados y todos los parques cerrados, además de provocarse la caída de numerosos árboles y ramas por media ciudad, especialmente en parques importantes como San Roque, La Concordia, El Coquin entre otros. Días después de su paso, muchos árboles seguían tocados y otros estaban caídos literalmente por culpa de Filomena.
El resto de la provincia alcarreña no se libró e igualmente sufrió en gran medida los efectos de la nevada, con acumulaciones de más de 60 cm en casi toda su extensión. Múltiples municipios de la provincia sufrieron problemas y cortes en carreteras, suministro eléctrico y telecomunicaciones.
La ola de frío posterior al paso de Filomena dejó mal no solo a la agricultura, sino que dejó tocada también la ganadería con temperaturas de -25 °C en la localidad de Checa y Molina de Aragón. En el caso de la ganadería UNO, de la localidad de Almoguera, sufrió la pérdida de más de un centenar de animales que fallecieron debido a Filomena y la ola de frío posterior.

### Toledo

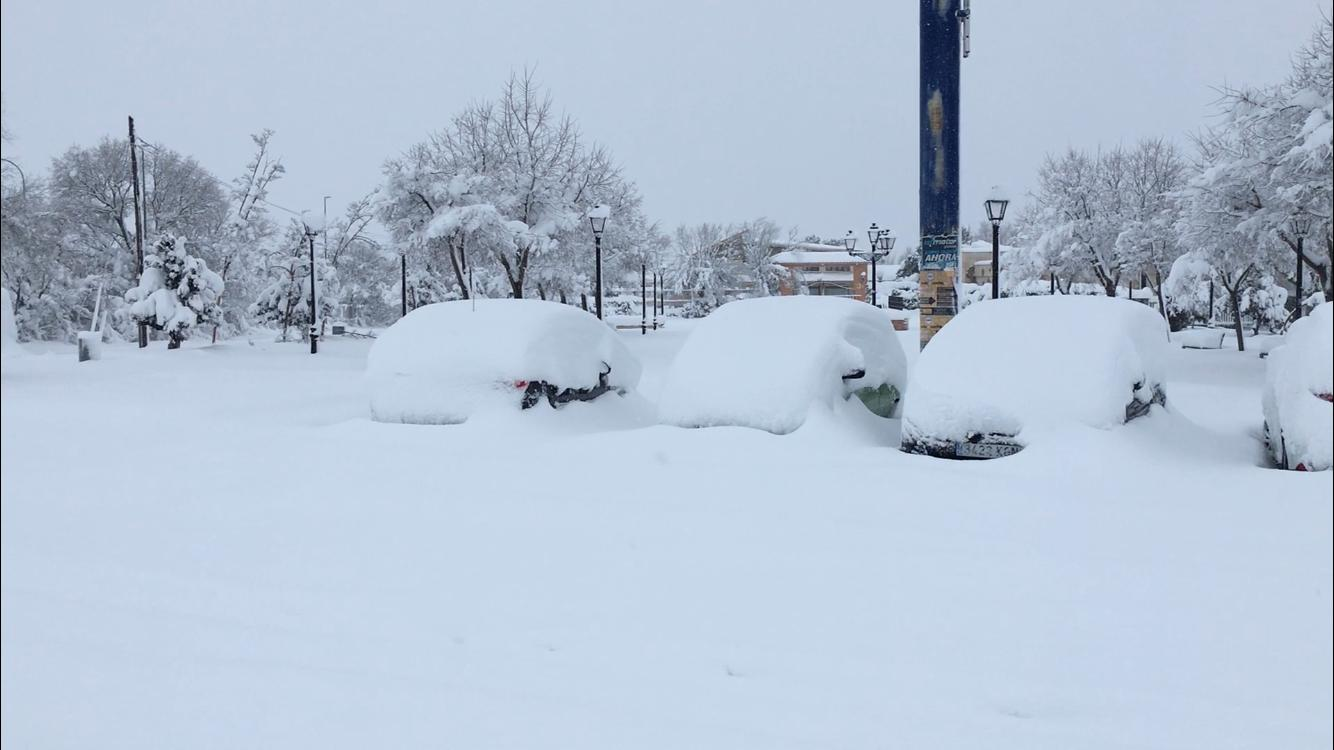
Entrada de la Urbanización Las Nieves (Nambroca, Toledo) el 8 de enero de 2021

La capital toledana sufrió una nevada histórica de la que no se tenía registros similares desde diciembre de 2009. La situación en las calles del casco histórico implicó la intervención de la Unidad Militar de Emergencias ante la imposibilidad de acceso de las máquinas quitanieves en esta zona. Por la periferia de la ciudad también se sucedieron los destrozos, siendo los mayores aquellos ocasionados por el peso acumulado de la nieve que derrumbó naves en la calle Jarama, en la zona del Polígono.
El resto de la provincia toledana igualmente sufrió en gran medida los efectos de la nevada, con acumulaciones de más de 40 cm en casi toda su extensión. Múltiples municipios de La Mancha toledana se quedaron sin suministro eléctrico, como en Villamuelas. 
En una finca de Los Navalucillos (Montes de Toledo) un helicóptero de la Guardia Civil tuvo que rescatar a un hombre diabético de sesenta y cuatro años de edad que se encontraba aislado por la nieve en una finca ganadera desde el 8 de enero.

### Teruel

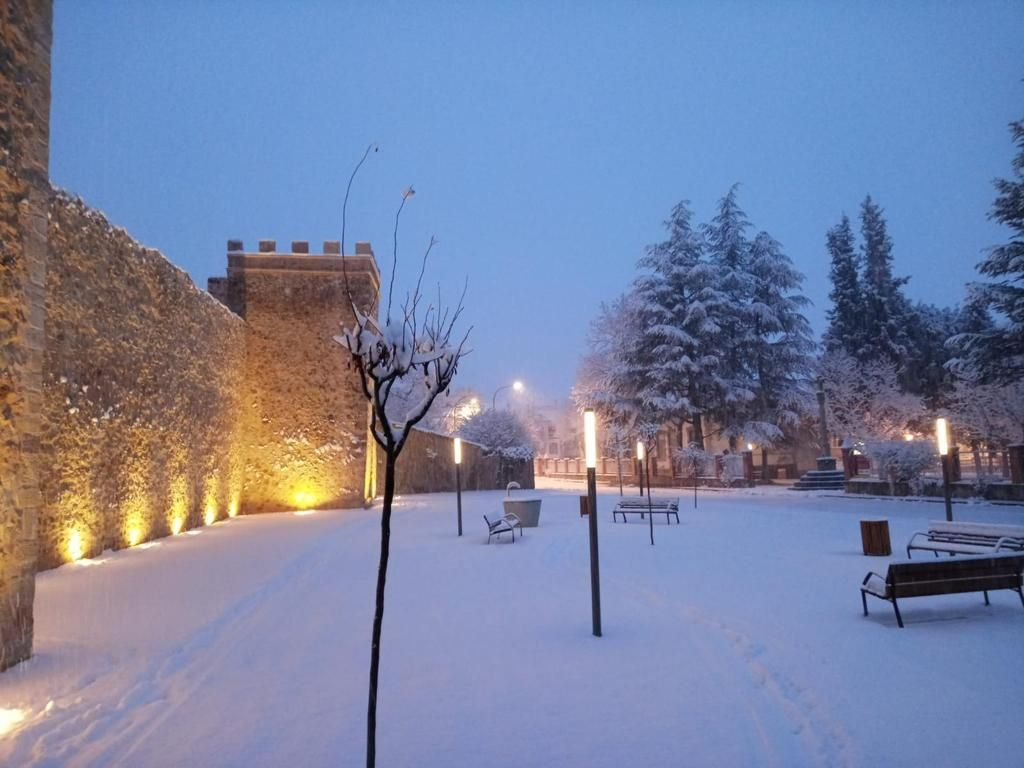
La localidad de Manzanera (provincia de Teruel) cubierta de nieve tras el paso de Filomena

La ministra de Defensa, Margarita Robles, informó el 10 de enero de que se estaban desplazando a la provincia turolense 50 vehículos del Ejército, desde la base de Valencia, para colaborar en las distintas labores de limpieza de calles y eliminación del hielo. Igualmente destacó que la situación en la ciudad de Zaragoza, aunque en menor medida, también era complicada.
Además, la situación en la provincia de Teruel fue crítica tras el paso de la borrasca pues, el 12 de enero, en algunas localidades como Royuela la temperatura bajó a los -29,9 °C, mínima histórica en esa población y de las más bajas en zona habitada en España. Las temperaturas por debajo de -20 °C fueron muy extensas en toda la provincia y también en el este de las de Guadalajara y Cuenca, complicando aún más las tareas de rescate de vehículos y la limpieza de calles.

### Zaragoza
La capital de Aragón también se vio afectada por la borrasca. Según varios medios, la ciudad recibió su mayor nevada desde 1932, lo que causó múltiples daños y obligó a activar el Plan de Emergencias Municipal el día jueves. Las bajas temperaturas en toda la región impidieron las labores de limpieza en la ciudad y otras localidades de la provincia. Aunque Zaragoza registró temperaturas más cálidas que el resto de la provincia (-1 °C), varias localidades llegaron a marcar entre -15 °C y -10 °C.

### Soria
Soria también fue afectada por el temporal, con calles, automóviles y casas cubiertos por varios centímetros de nieve. La capital de provincia quedó paralizada durante el fin de semana. Los ayuntamientos comenzaron las labores de despeje durante el día domingo y se mantuvieron durante la semana siguiente. Desde el lunes 11, la provincia experimentó una serie de bajas temperaturas que afectaron a las labores de limpieza. La madrugada del lunes, Morón de Almazán registró la temperatura más baja de todo el país, llegando a medirse -18 °C; no obstante, a pesar de los daños causados por Filomena, la alcaldesa de la localidad, Milagros Tajahuerce, declaró ante la prensa que las pequeñas poblaciones están más acostumbradas a lidiar con las nevadas y limpieza que las grandes urbes "como Madrid".

### Málaga
La borrasca alcanzó su cénit en la provincia de Málaga el día 8 de enero, debido principalmente al viento y a las fuertes precipitaciones que en muchos casos dejaron inundaciones. Las lluvias superaron puntualmente los 200 litros por metro cuadrado y se registraron en torno a 120 incidencias. Hubo rachas máximas de viento de levante de hasta 70 km/h que provocaron incidentes en la capital y en la costa. La boya del puerto de Málaga midió olas de casi seis metros de altura, lo que obligó a cerrar el balneario de los Baños del Carmen, además una mujer tuvo que ser rescatada en la playa de La Caleta tras ser arrastrada por la fuerza de las olas. La barriada de Campanillas sufrió anegaciones en las calles principales. En Mijas, el ayuntamiento cerró varios pasos de arroyos y ríos por la crecida de los mismos. En Estepona, un hombre quedó atrapado en su vehículo en la A-7 y hubo inundaciones especialmente en la zona del distrito de Cancelada. Las lluvias en Estepona fueron de 210 litros por metro cuadrado, más de una tercera parte de lo que llueve en toda la provincia durante un año. En Alhaurín de la Torre, las riadas arrastraron vehículos y mobiliario urbano, anegando varias viviendas, los bomberos tuvieron también que achicar agua en una residencia de mayores. Se canceló tres conexiones en helicóptero Málaga-Melilla desde el Aeropuerto Costa del Sol y hubo retrasos en los trenes AVE de Renfe con destino a la estación María Zambrano.
En torno al 10 de enero aparecieron nevadas Sierra Bermeja en Estepona y Sierra Blanca en Marbella, dejando estampas como el pico de la Concha cubierto de nieve.